# Morgan C. Hamilton
Morgan Calvin Hamilton, född 25 februari 1809 nära Huntsville, Mississippiterritoriet (nuvarande Alabama), död 21 november 1893 i San Diego, Kalifornien, var en amerikansk politiker. Han representerade delstaten Texas i USA:s senat 1870-1877. Han var bror till Andrew Jackson Hamilton som var guvernör i Texas 1865-1866.
Hamilton flyttade 1837 till Republiken Texas. Han arbetade på Republiken Texas krigsdepartement 1839-1845 och fick tjänstgöra som tillförordnad krigsminister 1844-1845.
Hamilton blev 1870 invald i USA:s senat som republikan. Han bytte 1873 parti till Liberal Republican Party och 1875 tillbaka till republikanerna. Han efterträddes 1877 som senator av Richard Coke.
Hamilton var ogift. Han bodde sina sista år i Brooklyn och avled 84 år gammal i Kalifornien. Hans grav finns på Oakwood Cemetery i Austin.